# フルタイム・キラー
『フルタイム・キラー』（原題：全職殺手、英題：Fulltime Killer）は、2001年公開のアンディ・ラウ、反町隆史出演の香港のアクション映画。

## 概要
パン・ホーチョンの小説を原作とした、アンディ・ラウ、反町隆史ダブル主演のアクション映画。ジョニー・トーとワイ・カーファイが共同で監督している。

## ストーリー
孤高の殺し屋O（オー）は、マレーシアで依頼された仕事を遂行する際、偶然そこに居合わせたかつての級友の命を奪うことになる。かたや、タイでは、もう一人の殺し屋TOK（トク）が警察署に乗り込み、拘留中の男を手榴弾によって爆殺していた。
この世界でのナンバー1の座に執着するTOKは、香港のOのマンションで掃除を請け負う若き家政婦チンに接近する。そして、ときに異常な横顔をのぞかせる彼は、自らの素性を明らかにしながら、チンをも危険な世界へと巻き込んでいくのだった。互いの距離を縮めるOとTOK。さらに、二人の緊張関係を見極め、次第にOを追い詰めていく国際刑事リー。やがて、韓国の殺人ブローカーの裏切りから闇社会全体を敵に回す身となったOは、因縁の敵となったTOKとの勝負を受け入れることを決意する・・・。
捜査の失敗から辞職し、なかば正気を失いながらOの記録をまとめようとするリー。彼は、後にチンから二人の対決の居ついて聞き出す機会に恵まれる。シンパシーを確かめ合う晩餐、そして、深夜の工場での壮絶なガンファイト。最後にその勝敗を明らかにするチン。がしかし、真実としては、もう一つの驚くべき結末が用意されていたのだった。

## 登場人物
TOK（トク）
演 - アンディ・ラウ
殺し屋。
O（オー）
演 - 反町隆史
殺し屋。TOKの因縁の敵
LEE（リー）
演 - サイモン・ヤム
国際刑事。Oを追い詰める。
CHIN（チン）
演 - ケリー・リン
Oの家政婦。
GIGI（ジジ）
演 - チェリー・イン
リーと同じく刑事。
FAT ICE（ファット・アイス）
演 - ラム・シュー

c7
テディ・リン

### 日本語吹替
| 役名 | 俳優           | 日本語吹替 |
| ---- | -------------- | ---------- |
| トク | アンディ・ラウ | 檜山修之   |
| O    | 反町隆史       | 反町隆史   |
| リー | サイモン・ヤム | 田坂浩樹   |
| チン | ケリー・リン   | 以倉いずみ |
| ジジ | チェリー・イン | 加藤忍     |

## スタッフ
- 監督 - ジョニー・トー、ワイ・カーファイ
- 撮影 - チェン・シュー・クァン、陶鴻武
- 美術 - シルバー・チャン、ジェローム・ファン
- プロダクション・マネージャー - キャサリン・シー
- 音楽 - ガイ・ゼラファ、アレックス・カスキン
- 視聴効果 - ステファン・マ
- 編集 - デビッド・リチャードソン
- 原作 - パン・ホーチョン
- 脚本 - ワイ・カーファイ、ジョーイ・オブライアン
- 監督補 - ラウ・ウィンチョン
- プロデューサー - ジョニー・トウ、ワイ・カーファイ、アンディ・ラウ
- 提供 - ティームワーク
- 共同提供 - CMCマグネティクス
- 制作 - ティームワーク、ミルキーウェイ・イメージ
- ライン・プロデューサー - エミリー・チャン、ボブ・ウォン
- エグゼクティブ・プロデューサー - シャーリー・ラウ
- 共同ライン・プロデューサー - エスター・クー